# نیو باکنهام
نیو باکنهام (به انگلیسی: New Buckenham) یک روستا و محله مدنی در بریتانیا است که در Breckland District واقع شده‌است. نیو باکنهام ۱٫۷۳ کیلومتر مربع مساحت و ۴۶۰ نفر جمعیت دارد.